# Autogrotesky
Autogrotesky (v anglickém originále Cars Toons) je animovaný televizní pořad studia Pixar. První řada nese podtitul Burákovy povídačky (anglicky Mater's Tall Tales) a druhá Povídačky z Kardanové lhoty (anglicky Tales from Radiator Springs).
Hlavní dvě postavy jsou Burák a Blesk McQueen z filmu Auta. Pořad se vysílá na Disney Channel, Disney XD a ABC Family. Poprvé se Autogrotesky vysílaly dne 27. října 2008 v Americe. Nejedná se o exkluzivní pořad jen pro televize, nejdříve se objevil v kinech před filmem Bolt - pes pro každý případ. 2. listopadu 2010 pořad vyšel také na DVD, kde diváci mohli najít dvě nové epizody. V České republice se objevily Autogrotesky na českém Disney Channel v dubnu 2010.

## Děj
V každém díle vypráví Burák příběh o něčem, co v minulosti zažil. V každém příběhu se Burák ocitne v situaci, kde potřebuje něčí pomoc. A když se Blesk McQueen zeptá, jestli je vyprávění opravdu pravdivé, Burák odpoví: "Copak si nevzpomínáš? Byl jsi tam přece taky!". A hned potom vyprávění pokračuje s náhlou účastí i Bleska McQueena. Následuje konec vyprávění a vždy se objeví nějaký důkaz, že příběh byl pravdivý. V každé epizodě účinkuje Burák, Blesk McQueen, Mia a Tia (dvě červené fanynky Bleska McQueena, v Autogroteskách fandí Burákovi), a další auta.

## Postavy

### Hlavní postavy
- Burák: Hlavní postava a tvář těchto krátkých příběhů. Vždy vypráví, co zažil v minulosti, tedy jaké měl dříve povolání. A vždy je obdivovaný nějakou dámou nebo mužem.

- Blesk McQueen: Jedna z hlavních postav. Jedná se o nejlepšího přítele Buráka, ale nikdy mu jeho příběh neuvěří, i přes důkazy, které se vždy po skončení příběhu objeví.

### Další postavy
- Mia a Tia: Největší fanynky Bleska McQueena, obdivují ho.
- Fillmore: Hippie auto, které pořád pije hippie benzín.
- Sally Carrera: Bleskova přítelkyně, která se poprvé objevuje v nové třetí sérii.

### Vedlejší postavy
- Red
- Mike
- Sulley
- Ito San
- Kabuto
- Koji